# Cratere Kakori
Kakori  è un cratere sulla superficie di Marte.